# 법률효과
대륙법계의 민법 상, 법률효과(“법률관계의 변동” 또는 “권리의 변동”)는 구체적인 사실이 법률요건을 충족하는 것에 의해 생기는 것으로서, 법규범이 정한 법적 효과를 말한다. 법률관계의 내용이 구체적으로는 권리와 의무의 복합적 구성물이라는 데에 착안한 것이 권리의 변동이라는 용어이며, 이는 곧 권리의 발생 · 변경 · 소멸이라는 3개의 모습을 뜻한다.(이에 따라, 아래에서는 이러한 분류로 설명한다.)  법률효과를 발생하게 하는 원인을 법률요건이라 하며，법률요건은 법률사실(또는 요건사실)로 이루어진다. 법률효과는 주로 법률행위 또는 법률의 규정에 의한다.

## 권리변동의 모습

### 권리의 발생
권리의 발생이라 함은 주동적으로 그 주체가 되는 것을 말한다.

### 권리의 변경
권리 자체의 본질에는 변화가 없이 주체, 내용 혹은 작용에 대한 변경을 말한다.

### 권리의 소멸
권리를 가지고 있던 사람이 권리를 잃게 되는 것이다. 권리의 소멸에는 절대적 혹은 객관적 소멸과 상대적 혹은 주관적 소멸의 두 가지가 있다. 절대적 소멸은 권리 자체가 없어지는 것이고 상대적 소멸은 권리 그 자체가 소멸되는 것이 아니고 권리의 주체만 변경되는 것이다.

## 권리변동의 원인

### 법률요건
법률요건은 법률효과를 발생시키는 사실을 말하며 법률행위가 주이나 준법률행위나 불법행위, 부당이득, 사무관리 등도 법률요건에 포함된다. 법률의 역할은 일정한 경우 사람이 타인에게 무엇을 요구할 수가 있으며 무엇을 하지 않으면 안 되는가 또한 무엇을 해도 좋은가를 제시하는 것이다. 그것을 통하여 사람의 행동을 규정(規定)하는 것이 사법(私法)의 목표이다. 무엇을 요구할 수가 있으며 무엇을 하지 않으면 안 되는가, 무엇을 해도 좋은가를 제시한다는 것은 바꾸어 말하면 권리·의무를 분명히 하는 것이며, '일정한 경우'를 제시한다는 것은 다름 아닌 권리·의무의 득상변경(得喪變更)의 조건(원인)을 제시하는 것이다. 이 조건을 법률요건이라고 한다. 예컨대 도급(都給)은 '당사자 일방(一方)이 어떤 일을 완성할 것을 약정하고 상대방의 일의 결과에 대하여 보수를 지급할 것을 약정함으로써'성립하는 법률요건이며(민법 제664조), 법률요건을 구성하는 각개의 사실을 법률요건 사실, 요약해서 법률사실이라고 한다.
법률사실
법률요건을 이루는 개개의 사실을 일컫는다.